# Stroumpi
Stroumpi eller Stroumbi (græsk: Στρουμπί) er en lille landsby i det centrale Paphos-distrikt, Cypern, og halvvejs mellem Paphos og Polis.
Landsbyens navn siges at stamme fra dens grundlægger, en mand kaldet "Stroumpos" eller formen af de omkringliggende bakker (stroumpoula, der betyder "afrundet").
34°53′16″N 32°28′53″Ø / 34.88783594°N 32.48134482°Ø